# Arch Rock
Arch Rock är en ö i Australien. Den ligger i delstaten Tasmanien, i den sydöstra delen av landet, omkring 47 kilometer söder om delstatshuvudstaden Hobart.
Runt Arch Rock är det mycket glesbefolkat, med 5 invånare per kvadratkilometer. Genomsnittlig årsnederbörd är 920 millimeter. Den regnigaste månaden är juli, med i genomsnitt 114 mm nederbörd, och den torraste är februari, med 49 mm nederbörd.